# Artabotrys hirtipes
Artabotrys hirtipes là loài thực vật có hoa thuộc họ Na. Loài này được Ridl. mô tả khoa học đầu tiên năm 1912.